# Черноголовая питта
Черноголовая питта (лат. Pitta sordida) — вид птиц из семейства питтовых. Распространена в Восточной и Юго-Восточной Азии, где живёт в различных типах лесов, плантациях и других культивируемых землях.

## Описание
Черноголовая питта достигает длины от 16 до 19 см, и массы — от 40 до 70 г. Голова, подбородок, горло и затылок угольно-чёрные, за исключением красно-коричневых лба и макушки (перья с чёрными основаниями). Тело полностью бирюзово-зелёное с чёрным пятном посередине брюха и бледно-пепельно-зелёными бёдрами.

## Поведение
Размножение происходит между февралём и августом. Гнёзда строятся на земле и маскируются среди растительности. Гнездо сферическое, сверху закрытое. Типичные строительные материалы — мох, листья бамбука, маленькие веточки и корни. В кладке от трёх до четырёх яиц. Они имеют цвет от белого до серого и от коричневатого до пурпурного. Птенцы вылупляются после инкубационного периода от 15 до 16 дней. Заботу о потомстве осуществляют оба родителя. Молодые птицы покидают гнездо, когда им чуть больше двух недель.
В рацион входят насекомые и ягоды.

## Подвиды
Выделяют 6 подвидов:
- P. s. cucullata — северная Индия, южный Китай, полуостров Индокитай
- P. s. mulleri — Малайский полуостров, острова Ява, Калимантан, Суматра и архипелаг Сулу
- P. s. bangkana — острова Банка и Белитунг к востоку от Суматры
- P. s. sordida — Филиппинские острова, за исключением Палавана и близлежащих островов
- P. s. palawanensis — остров Палаван и близлежащие острова на западе Филиппин
- P. s. sanghirana — остров Сангихе к северо-востоку от Сулавеси

## Галерея

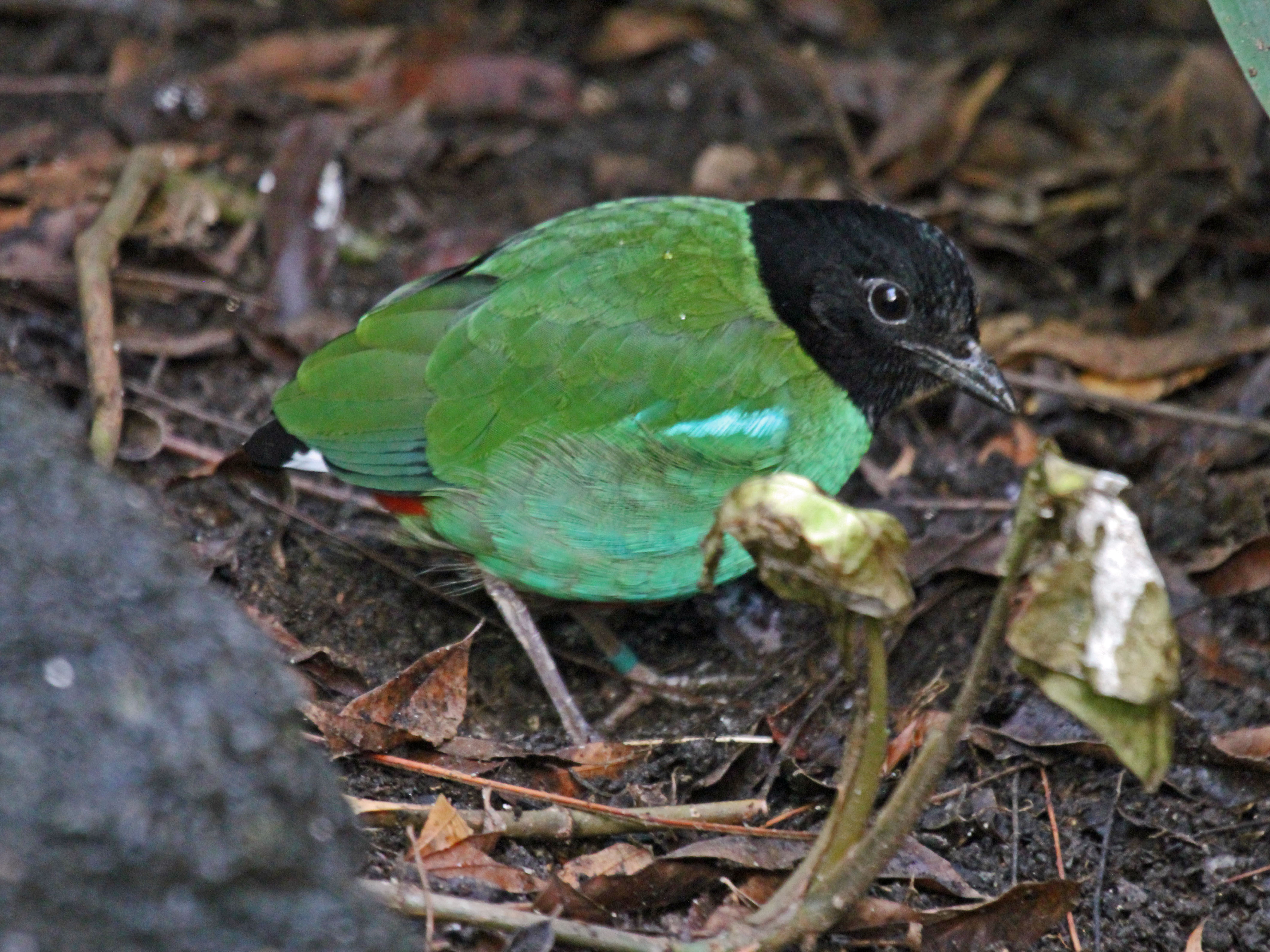
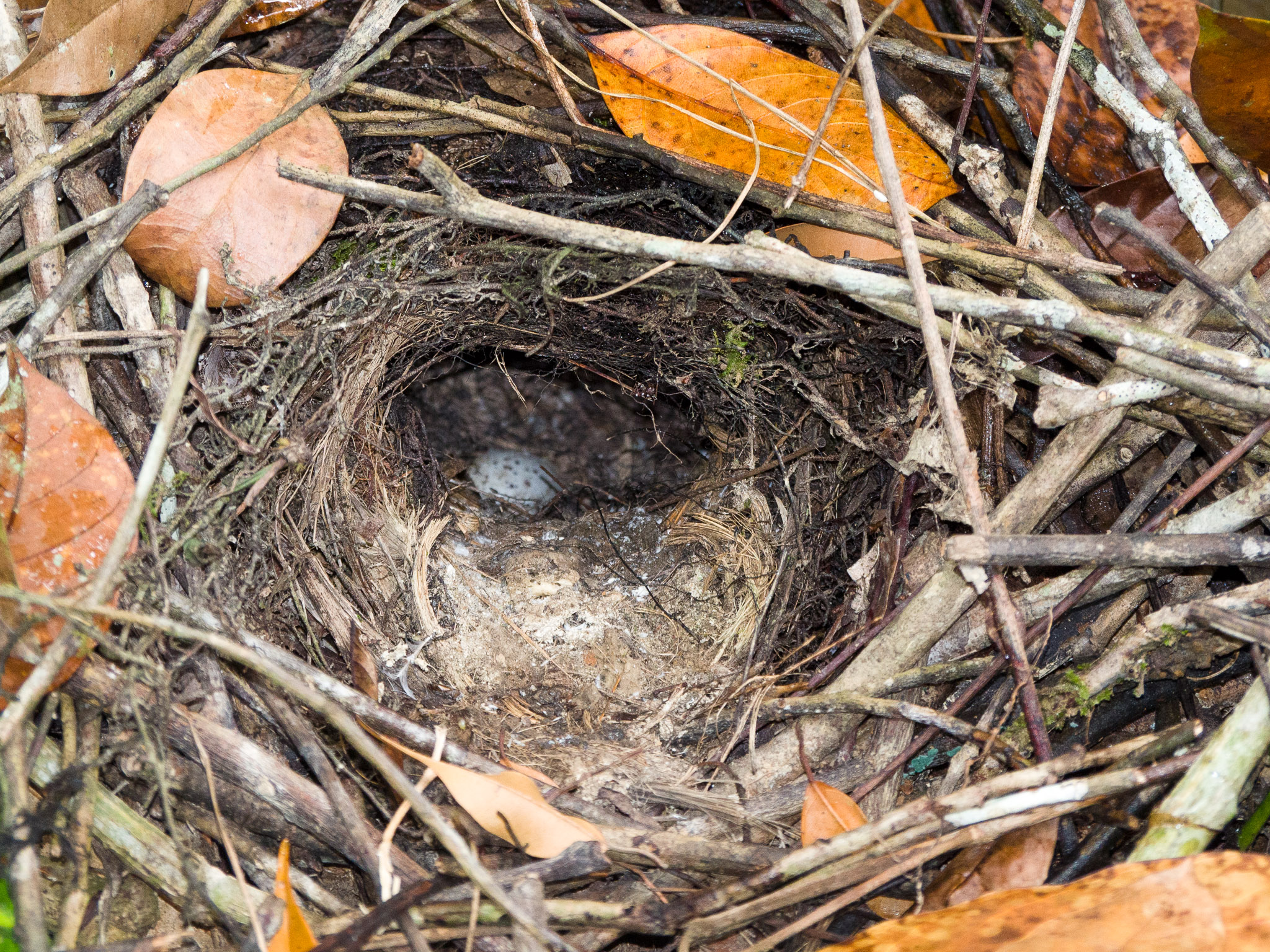
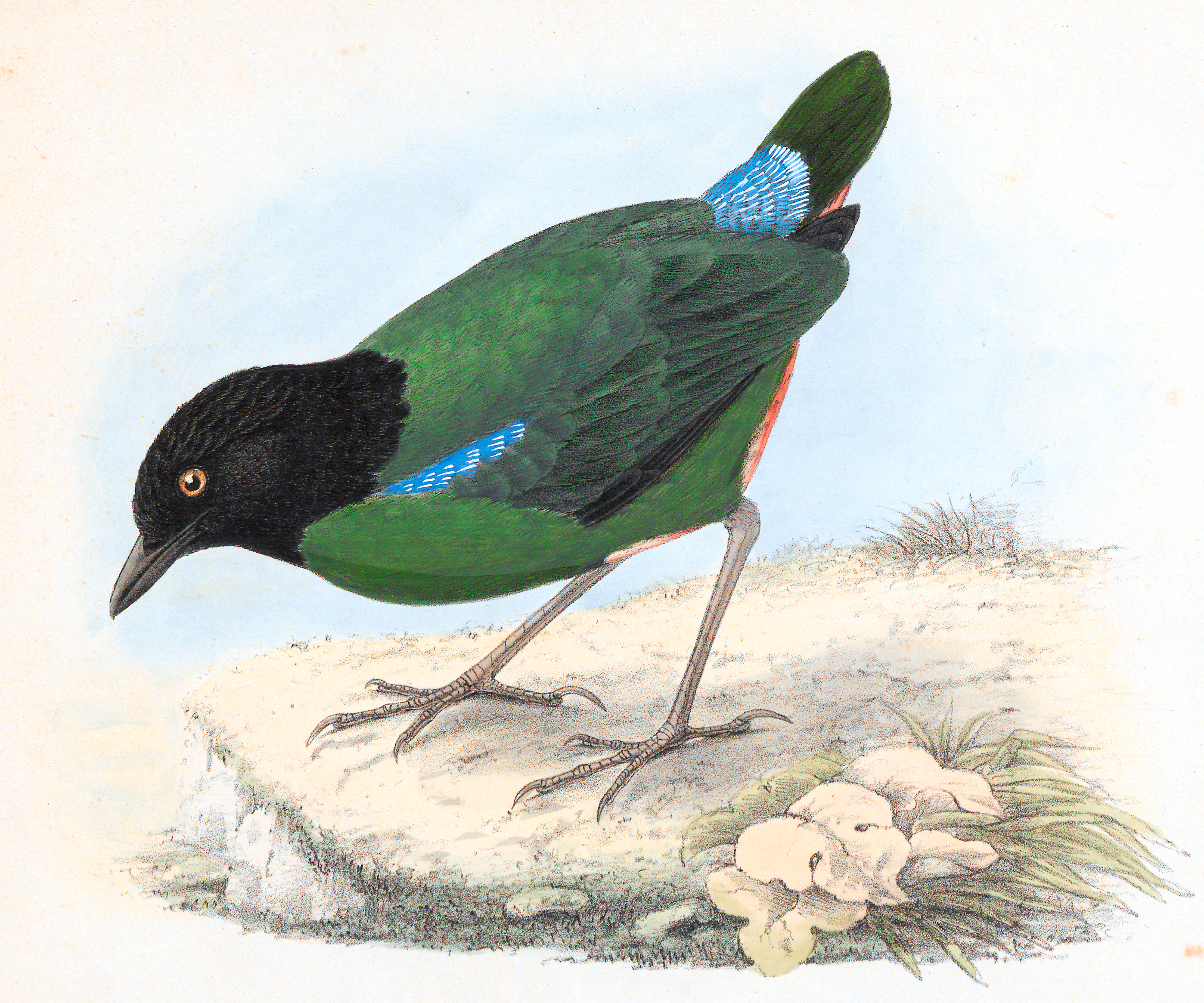